# ستارا گورا
ستارا گورا (به لهستانی:  Stara Góra) یک روستا در لهستان است که در گمینا گورا واقع شده‌است.